# Talisia caudata
Talisia caudata là một loài thực vật có hoa trong họ Bồ hòn. Loài này được Steyerm. miêu tả khoa học đầu tiên năm 1988.